# هوارد غرير
هوارد غرير (بالإنجليزية: Howard Greer)‏ هو مصمم أزياء تقليدية ومصمم أزياء أمريكي، ولد في 16 أبريل 1886 في روشفيل في الولايات المتحدة، وتوفي في 7 أبريل 1974 في كولفر سيتي في الولايات المتحدة.

## وصلات خارجية
- هوارد غرير على موقع IMDb (الإنجليزية)
- هوارد غرير على موقع قاعدة بيانات برودواي على الإنترنت (الإنجليزية)
- هوارد غرير على موقع قاعدة بيانات الفيلم (الإنجليزية)